# Travel Air 5000
Die Travel Air 5000 war ein früher Schulterdecker, der von Clyde Cessna als Passagier- und Rennflugzeug entwickelt und vom US-amerikanischen Hersteller Travel Air Manufacturing Company gebaut wurde. Bekannt wurde das Flugzeug durch den Sieg beim verhängnisvollen Dole Air Race von Kalifornien nach Hawaii.

## Geschichte

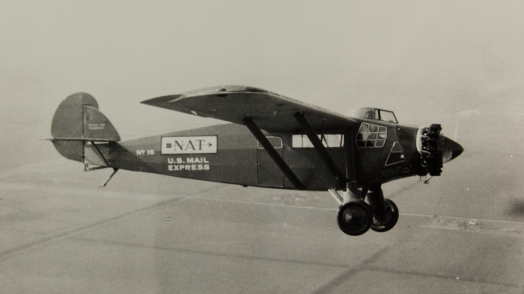
Travel Air 5000 der National Air Transport

Im Jahr 1926 kam Cessna mit der Entwicklung eines Eindeckers von der traditionellen Doppeldeckerkonstruktion ab. Sein erster Prototyp war ein Flugzeug für fünf Passagiere, das von einem Anzani-Motor mit 110 PS (81 kW) angetrieben wurde. Im Herbst des gleichen Jahres modifizierten Cessna, Lloyd Stearman und Walter Beech das Flugzeug und im Dezember bauten sie ein zweites, das sie mit einem Wright J-4 ausrüsteten. Dieses Flugzeug erhielt die Bezeichnung Travel Air 5000. Das Luftfahrtunternehmen National Air Transport beauftragte Travel Air mit dem Bau des Flugzeugs mit einem Wright J-5C als Antrieb und Sitzen für vier Passagiere. Acht Exemplare wurden für den Transport von Luftpost und Passagieren gebaut.

## Konstruktion
Die Travel Air 5000 ist ein Schulterdecker mit Spornradfahrwerk. Der Rumpf besteht aus geschweißten Stahlrohren. Das Cockpit befindet sich an der Rumpfoberseite und verfügt über eine Cockpithaube. Mindestens ein Exemplar wurde jedoch ohne Cockpithaube gebaut. Die Exemplare für das Dole Air Race wurden mit zusätzlichen Rumpftanks mit einem Fassungsvermögen von 425 US-Gallonen (ca. 1600 Liter) und einem Erdinduktorkompass ausgerüstet.

## Nutzung

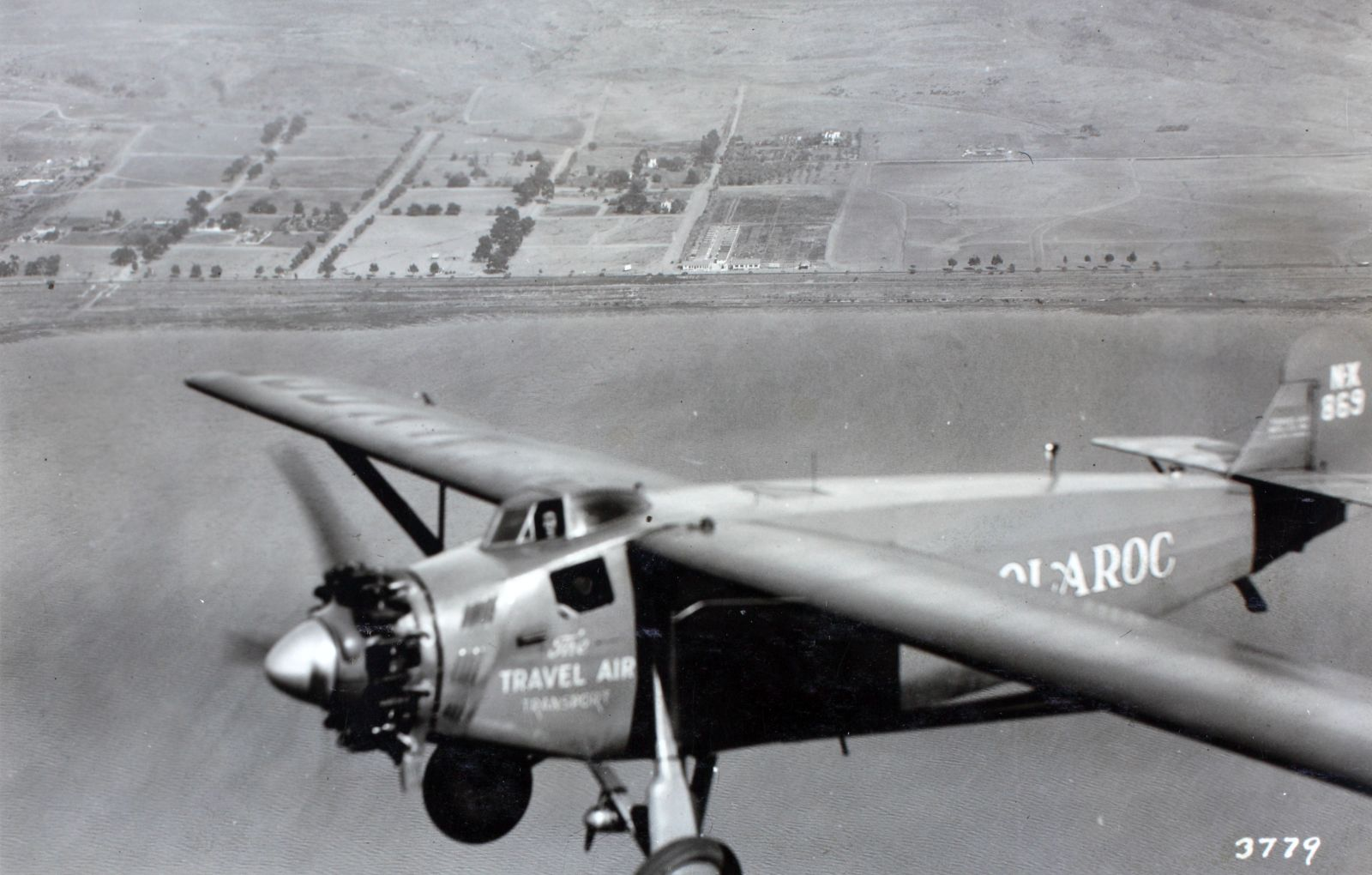
Woolaroc, Sieger des Dole Air Race

Der Prototyp der Travel Air 5000 mit der Seriennummer 160 und dem Namen „The Spirit of Oakland“ wurde im April 1927 an die Pacific Air Transport verkauft. Danach kaufte Ernest Smith das Flugzeug, um damit an einem Flug zum 14. Juli von Oakland in Kalifornien nach Molokai auf Hawaii zu fliegen. Dort musste die Maschine aufgrund von Treibstoffmangel notlanden, während sie sich bereits im Landeanflug befand. Damit war sie das erste zivile Flugzeug und das zweite überhaupt, das einen Transpazifikflug absolvierte.
Im Juni 1927 wurden zwei Einzelanfertigungen der Travel Air 5000 – die „Oklahoma“ und die „Woolaroc“ – bestellt, die beim Dole Air Race von Oakland nach Honolulu teilnehmen sollten. Zwei Teams zahlten jeweils 5000 US-Dollar an und wurden später von Frank Phillips von der Phillips Petroleum Company gesponsert, der damit seinen Treibstoff „Nu-Aviation“ bewerben wollte. Die „Oklahoma“ musste auf dem Weg umkehren, während die „Woolaroc“ das Rennen gewann.
Die „Woolaroc“ wurde Ende des Jahres 1928 für einen erfolglosen, transkontinentalen Geschwindigkeitsrekordversuch verwendet.
National Air Transport und Royal Airways setzten das Modell 5000 für den kommerziellen Luftverkehr ein.

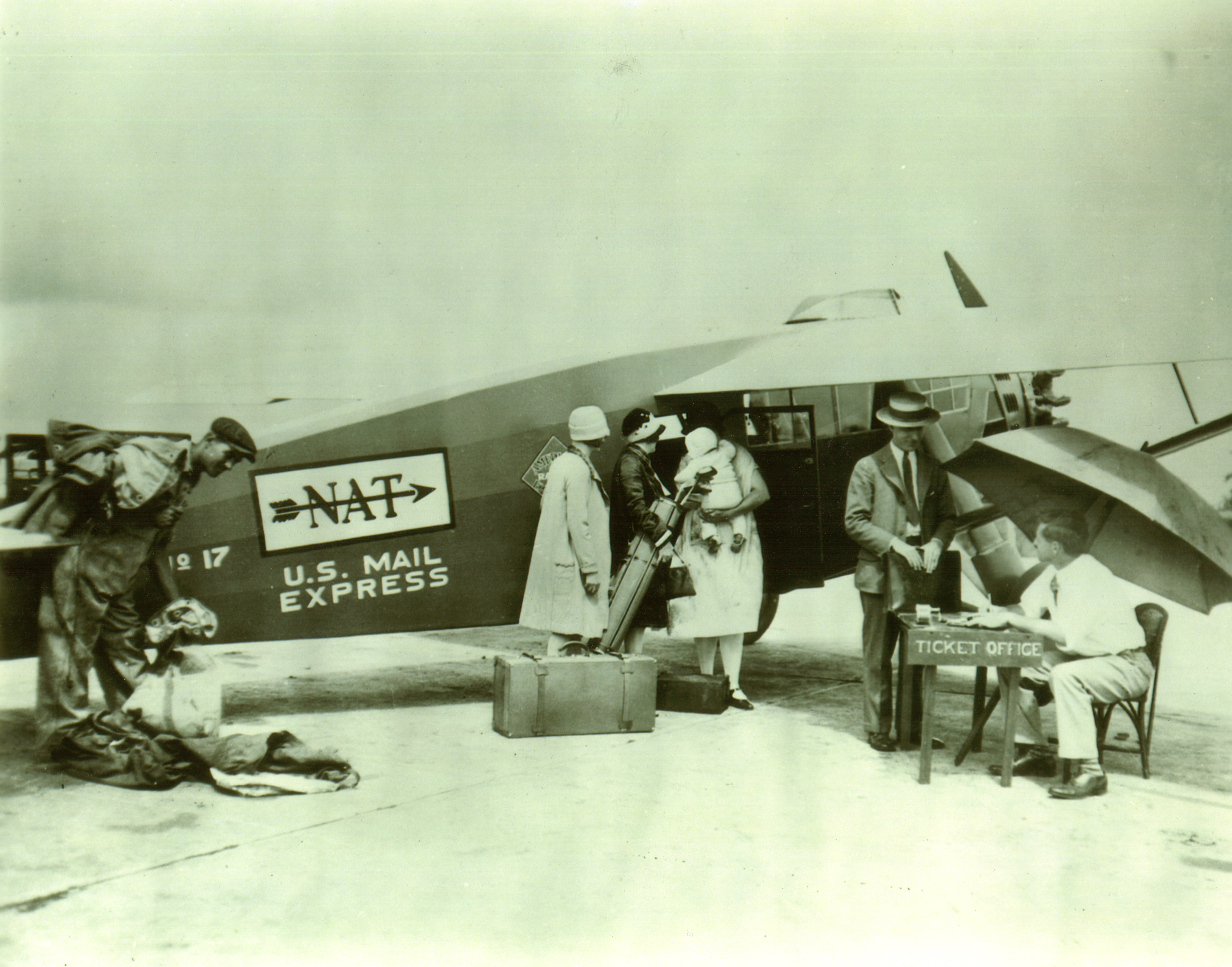
Travel Air 5000 der National Air Transport

## Betreiber
- National Air Transport
- Pacific Air Transport
- Royal Airways

## Zwischenfälle
Am 24. Juli 1927 näherten sich die Piloten Ernest L. Smith und Emory R. Bronte mit ihrer Travel Air 5000 „Spirit of Oakland“ der Küste von Molokai als der Motor aufgrund von Treibstoffmangel versagte. Bei der folgenden Notlandung blieben beide unverletzt. Das Flugzeug wurde jedoch zerstört.

## Technische Daten

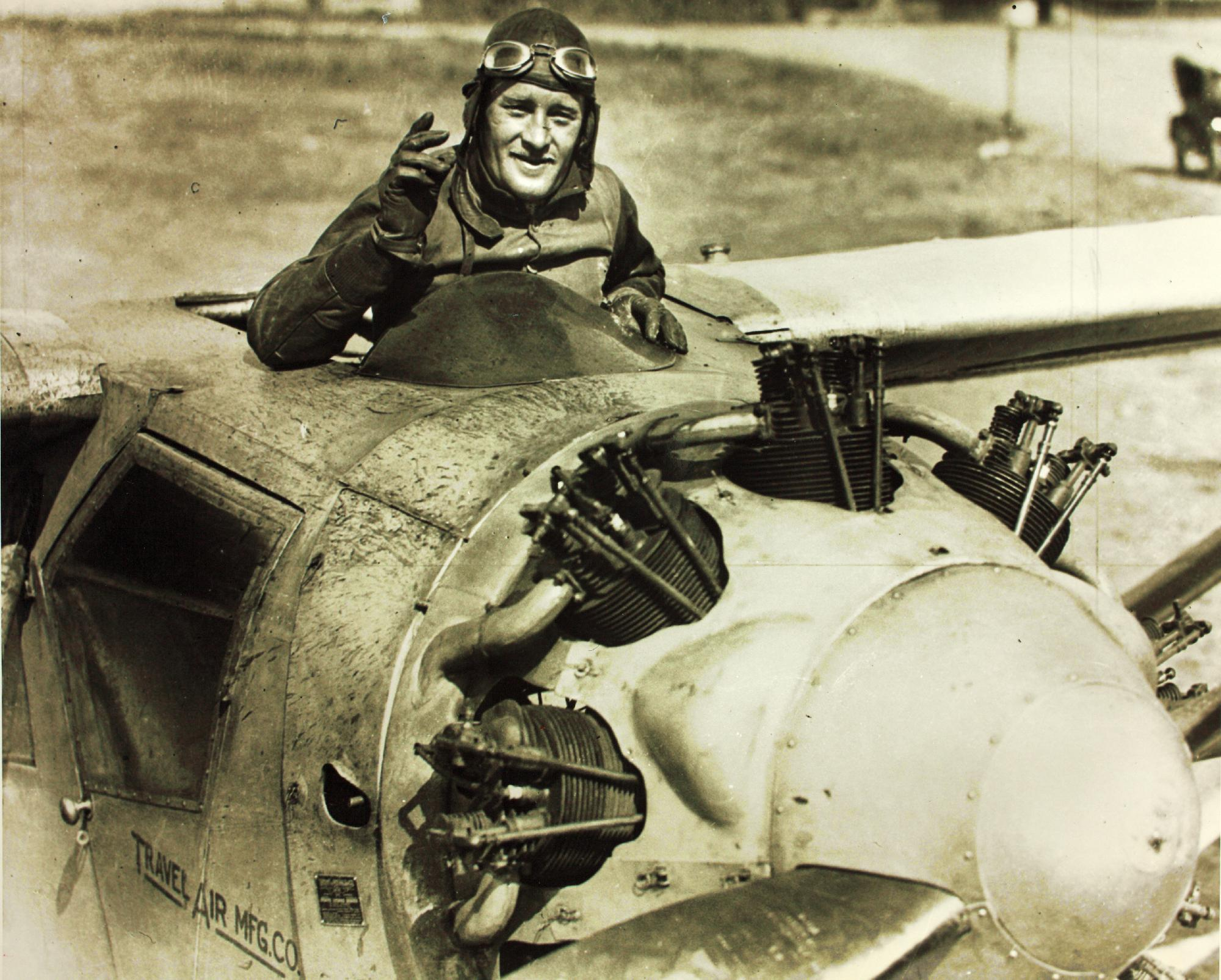
Cockpit des Travel-Air-5000-Prototyps

| Kenngröße             | Daten                                        |
| --------------------- | -------------------------------------------- |
| Besatzung             | 1                                            |
| Passagiere            | 4                                            |
| Länge                 | 30,4 ft (9,3 m)                              |
| Spannweite            | 51,6 ft (16 m)                               |
| Höhe                  | 8,4 ft (3 m)                                 |
| Flügelfläche          | 312 ft² (29 m²)                              |
| Leermasse             | 2.160 lb (980 kg)                            |
| max. Startmasse       | 3.600 lb (1.633 kg)                          |
| Reisegeschwindigkeit  | 94 kn (174 km/h)                             |
| Höchstgeschwindigkeit | 107 kn (198 km/h)                            |
| Dienstgipfelhöhe      | 13.600 ft (4.145 m)                          |
| Triebwerke            | 1 × Wright J-5 Whirlwind mit 220 PS (162 kW) |

## Erhaltene Exemplare

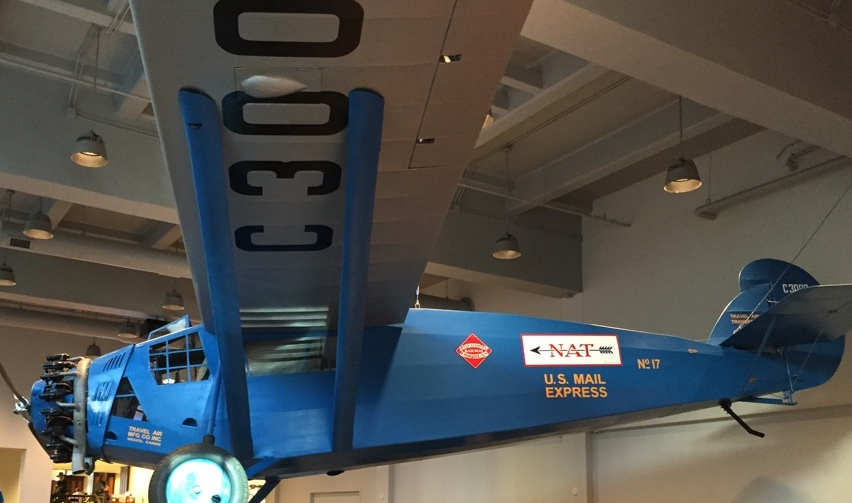
Travel Air 5000, National Air Transport #17

Die Travel Air 5000 „Woolaroc“, die das Dole Air Race gewann, ist im Woolaroc Museum in der Nähe von Bartlesville in Oklahoma ausgestellt.
Die Travel Air 5000, die als Nummer 17 für National Air Transport flog, ist im ehemaligen Gebäude des Fort Worth Star-Telegram in Fort Worth in Texas ausgestellt. Im Jahr 1927 war diese Maschine das erste Flugzeug, das Passagiere und Post nach Dallas und Fort Worth transportierte. National Air Transport schenkte das Flugzeug im Jahr 1931 dem Zeitungsverleger und Gründer des Fort Worth Star-Telegram Amon G. Carter. Das Flugzeug wurde später von Harry Hansen zusammen mit Cowtown Aerocrafters aus Justin in Texas restauriert.